# プロレスリング・アンプラグド
プロレスリング・アンプラグド（Pro-Wrestling Unplugged、略称：PWU）は、アメリカ合衆国のペンシルベニア州フィラデルフィアを拠点としていたプロレス団体。

## 歴史
2004年、ジョニー・カジミアが設立して旗揚げ戦を開催。
ビリー・グラハム、レックス・ルガー、ブライアン・ジェイムス、ダイヤモンド・ダラス・ペイジ、レイヴェン、ダスティン・ローデスが参戦している。
2009年、活動停止。